# Rana hanluica
Rana hanluica es una especie de anfibio anuro de la familia Ranidae.

## Distribución geográfica
Esta especie es endémica de la República Popular China. Se encuentra en:
- la provincia de Guangxi;
- la provincia de Hunan.[3] Habita a 860 m sobre el nivel del mar.

## Publicaciones originales
- Lu, Li & Jiang, 2007 : A new species of Rana (Anura, Ranidae) from China. Acta Zootaxonomica Sinica, Beijing, vol. 32, p. 792-801.
- Shen, Jiang & Yang, 2007 : A new species of the genus Rana Rana hanluica sp. nov. from Hunan Province, China (Anura: Ranidae). Acta Zoologica Sinica, Beijing, vol. 53, p. 481-488.[4]